# Jaime Alegret y Vidal
Jaime Alegret y Vidal (f. 1913) fue un abogado y político conservador español.

## Biografía
Ejerció como notario en Barcelona. Dentro de sus actividades como notario aprobó y certificó la creación de varias entidades como La Sociedad General de Banca en 1881. Originario de El Vendrell, fue el principal dirigente del Partido Conservador en la zona, patrocinó la publicación El Vendrellense, desde donde atacó a su adversario político Jaume Carner. Fue elegido diputado al Congreso por el distrito de Vendrell en las elecciones de 1903, 1905 y 1910. En esta última, la elección fue anulada por una serie de irregularidades y Alegret solo permaneció en el cargo hasta junio de 1910, por lo que fue necesario realizar una segunda votación.
Durante su carrera como político, Jaume Alegret fue reconocido en varios municipios de Cataluña, como por ejemplo, en Albiñana, donde contó con el apoyo de personalidades políticas, mandatarios e incluso, varios funcionarios en representación del Ayuntamiento de Barcelona.
Sus victorias en las elecciones políticas fueron publicadas por la prensa nacional, en especial las publicaciones de Cataluña de Madrid. Falleció el 31 de marzo de 1913 en Barcelona.

## Resultados de las elecciones como diputado de Tarragona
- 1903: 5779 votos (desde el 1 de mayo de 1903 hasta el 17 de agosto de 1905).[8]
- 1905: 3742 votos (desde el 15 de septiembre de 1905 hasta el 30 de marzo de 1907).[9]
- 1910: 3910 votos (desde el 14 de mayo de 1910 hasta el 21 de junio de 1910).[10]